# Mailson Furtado Viana
Mailson Furtado Viana (Cariré, 1991) escritor e editor brasileiro.

## Biografia
Vencedor do 60º Prêmio Jabuti  da Câmara Brasileira do Livro em 2018, nas categorias Livro do Ano e Poesia com sua obra independente à cidade. Em Varjota-CE, cidade onde sempre viveu, fundou a CIA teatral Criando Arte, em atividades desde 2006, onde realiza atividades de ator, diretor e dramaturgo, além de produtor cultural da Casa de Arte CriAr. Graduado em Odontologia pela Universidade Federal do Ceará. 
Possui obras publicadas em jornais, revistas e antologias no Brasil e Portugal e mais de 10 textos encenados no teatro. Dentre outros prêmios, foi congratulado com o troféu Sereia de Ouro em 2020 pela Fundação Edson Queiroz – Fortaleza|CE; como Autor Nacional Homenageado da Feira Literária de Brasília 2019; com a Comenda Cassaco nos anos 2020 e 2022 pela Prefeitura Municipal de Varjota-CE; e com o prêmio Mozart Pereira Soares de Literatura da Biblioteca do Estado do RS, pelos livros ELE e Tantos Nós. Em 2021 foi Secretário de Cultura da cidade de Varjota-CE.

## Obra
- À cidade, 2017 (poemas).
- Passeio pelas ruas de mim (e de outros), 2018 (poemas).
- Tantos Nós, 2020 (dramaturgia).
- Ele, 2020 (poemas)
- Nômade, 2021 (poemas)
- Esquinas, 2023 (poemas)